# Nibret Melak
Nibret Melak Bogale (9 ottobre 1999) è un mezzofondista etiope.

## Biografia
Nel 2021 ha preso parte ai Giochi olimpici di Tokyo nei 5000 metri piani, non riuscendo però a qualificarsi per la finale.
Nel 2021 e 2022 è stato due volte consecutive vincitore del cross della Cinque Mulini.

## Progressione

### 5000 metri piani
| Stagione | Tempo    | Luogo          | Data      | Rank. Mond. |
| -------- | -------- | -------------- | --------- | ----------- |
| 2021     | 12'54"22 | Hengelo        | 8-6-2021  | 7º          |
| 2019     | 13'15"35 | Shanghai       | 18-5-2019 | 46º         |
| 2018     | 13'07"27 | Heusden-Zolder | 21-7-2018 | 16º         |

## Palmarès
| Anno | Manifestazione           | Sede   | Evento         | Risultato | Prestazione | Note                          |
| ---- | ------------------------ | ------ | -------------- | --------- | ----------- | ----------------------------- |
| 2021 | Giochi olimpici          | Tokyo  | 5000 m piani   | Batteria  | 13'45"81    |                               |
| 2023 | Mondiali corsa su strada | Riga   | Mezza maratona | 7º        | 1h00'11"    |                               |
| 2023 | Mondiali corsa su strada | Riga   | A squadre      | Argento   |             |                               |
| 2024 | Giochi panafricani       | Accra  | 10000 m piani  | Oro       | 29'45"37    |                               |
| 2024 | Campionati africani      | Douala | 5000 m piani   | Argento   | 13'42"95    |                               |
| 2024 | Campionati africani      | Douala | 10000 m piani  | Oro       | 28'52"27    | Miglior prestazione personale |

## Campionati nazionali
2022
- 9º ai campionati etiopi, 5000 m piani - 13'49"6

## Altre competizioni internazionali
2018
- 5º al Shanghai Golden Grand Prix ( Shanghai), 5000 m piani - 13'10"99

2019
- 14º al Shanghai Golden Grand Prix ( Shanghai), 5000 m piani - 13'15"35

2021
- 9º al Prefontaine Classic ( Eugene), 2 miglia - 8'16"75
- Oro alla 89ª Cinque Mulini ( San Vittore Olona) - 28'57"

2022
- 4º al Prefontaine Classic ( Eugene), 5000 m piani - 13'12"88
- Argento alla Zevenheuvelenloop ( Nimega), 15 km - 42'43"
- 10º al Birell Grand Prix ( Praga) - 28'03"
- Oro alla 90ª Cinque Mulini ( San Vittore Olona) - 28'33"

2023
- Oro alla Mezza maratona di Lisbona ( Lisbona) - 59'06"
- 5º alla World 10K Bangalore ( Bangalore) - 28'13"

2024
- 11º allo Shanghai Golden Grand Prix ( Suzhou), 5000 m piani - 13'20"11"
- 16º alla Xiamen Diamond League ( Xiamen), 5000 m piani - 13'23"06